# Josef Locke
Pour les articles homonymes, voir Locke.
Joseph McLaughlin, né le 23 mars 1917 et mort le 15 octobre 1999, connu professionnellement sous le nom de Josef Locke, est un ténor nord-irlandais qui a connu du succès au Royaume-Uni et en Irlande dans les années 1940 et 1950.

## Débuts
Né à Derry, en Irlande, Josef Locke est le fils d'un boucher et marchand de bétail, parmi neuf enfants. Il commence à chanter dans les églises locales du Bogside à l'âge de sept ans et, adolescent, ajoute deux ans à son âge pour pouvoir s'enrôler dans les Irish Guards, servant plus tard à l'étranger avec la police palestinienne,,,, avant de revenir à la fin des années 1930 pour rejoindre la police à la Royal Ulster Constabulary.

## Carrière
Connu sous le nom de scène The Singing Bobby, il devient une célébrité locale avant de commencer à travailler sur le circuit de variétés britannique, où il joue également les saisons estivales dans les stations balnéaires anglaises. Le ténor irlandais John McCormack l'encourage à travailler un répertoire plus léger que celui d'opéra qu'il avait en tête, et l'exhorte à trouver un agent : l'impresario Jack Hylton qui accepte de l'engager. Le nom complet étant peu commode pour l'affiche du spectacle, Joseph McLaughlin est devenu Josef Locke[réf. nécessaire].
Son succès est immédiat lorsqu'il est présenté dans Starry Way, un spectacle d'été de vingt semaines à l'opéra de Blackpool en 1946 et à nouveau en 1947. Il joue pendant trois saisons à l'hippodrome de Blackpool.
Il a fait sa première émission de radio en 1949, et est ensuite apparu dans des programmes télévisés tels que Rooftop Rendezvous, Top of the Town, All-star Bill et The Frankie Howerd Show. Il a été signé un contrat avec le label Columbia en 1947, et ses premiers disques ont été les deux chansons italiennes Santa Lucia et Come Back to Sorrento.

### Succès
En 1947, Locke sort Hear My Song, Violetta, qui lui est désormais associé, basé sur un tango de 1936 : Hör' mein Lied, Violetta d'Othmar Klose et Rudolf Lukesch. Cette chanson est souvent reprise, notamment par Peter Alexander et était elle-même une adaptation de La Traviata de Giuseppe Verdi[réf. souhaitée].
Les autres chansons de Locke étaient pour la plupart un mélange de ballades associées à l'Irlande (I'll Take You Home Again, Kathleen, Dear Old Donegal, Galway Bay, The Isle of Innisfree, la chanson thème du film The Quiet Man, et une autre chanson de Dick Farrelly, The Rose of Slievenamon) extraits d'opérettes (dont The Drinking Song de The Student Prince, My Heart and I de l'opérette de Richard Tauber Old Chelsea, et Goodbye de The White Horse Inn) et des favoris connus tels que I'll Walk Beside You, Come Back to Sorrento et Cara Mia.
En 1948, il apparaît dans plusieurs films produits par Mancunian Films. Il joue son propre rôle dans le film Holidays with Pay. Il apparaît également en tant que Sergent Locke dans la comédie de 1949 What a Carry On!.
En 1958, après avoir participé à cinq Royal Variety Performances et alors qu'il était encore au sommet de sa carrière, les autorités fiscales britanniques ont commencé à enquêter sur son compte. Finalement, il fuit le pays pour l'Irlande, où il reste discret pendant plusieurs années. Lorsque ses différends avec le fisc sont finalement réglé, Locke a relancé sa carrière en Angleterre avec des tournées dans les clubs de variétés du nord et des saisons estivales au Blackpool's Queen's Theatre en 1968 et 1969, avant de se retirer dans le comté de Kildare. Il apparaît plus tard à la télévision britannique et irlandaise et, en novembre 1984, reçoit un long hommage de 90 minutes en l'honneur du prix qu'il devait recevoir au théâtre Olympia commémorant sa carrière dans le show business sur The Late Late Show de Gay Byrne. Locke a également fait de nombreuses apparitions dans l'émission de variétés de longue date de la BBC TV, The Good Old Days.

### Écoute ma chanson

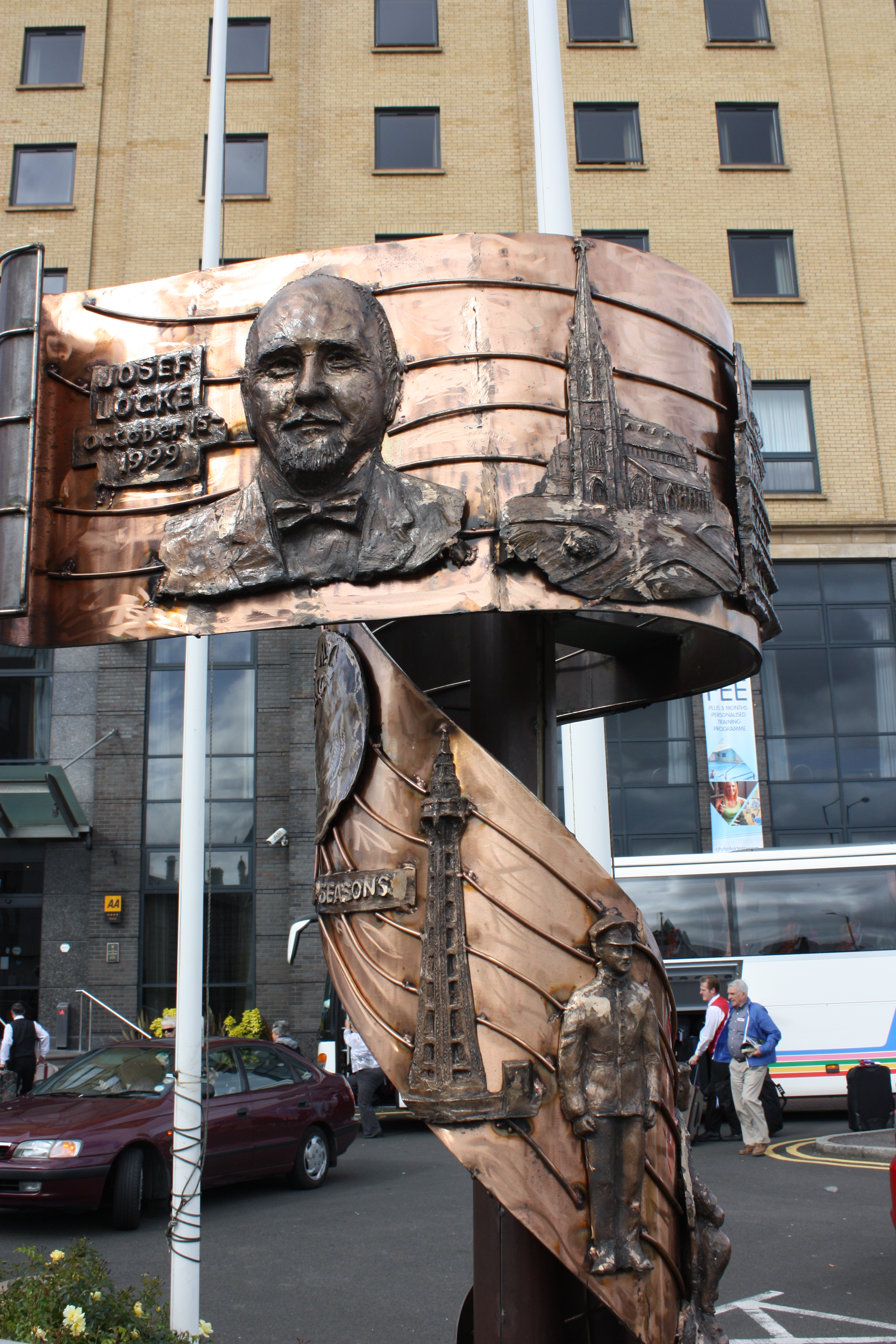
Mémorial de Josef Locke à Derry

En 1991, le film Hear My Song de Peter Chelsom est sorti. C'est un fantasme basé sur l'idée que Locke revienne de son exil irlandais dans les années 1960 pour terminer une vieille histoire d'amour et sauver une boîte de nuit irlandaise basée à Liverpool de la ruine. Locke est joué par Ned Beatty avec la voix au chant de Vernon Midgley.
Le film a conduit à un renouveau dans la carrière de Locke. Un CD de compilation est sorti et il est apparu sur This Is Your Life en mars 1992. Il s'est produit devant le prince et la princesse de Galles au Royal Variety Show de 1992, en chantant Goodbye, la dernière chanson interprétée par son personnage dans le film. Il avait annoncé avant la chanson que ce serait sa dernière apparition publique.

## Mémorial
Josef Locke est décédé le 15 octobre 1999 à l'âge de 82 ans, laissant sa femme, Carmel, et un fils.
Le 22 mars 2005, un mémorial en bronze a été dévoilé devant le City Hotel sur Queen's Quay à Derry par Phil Coulter et John Hume. Le mémorial a été conçu par Terry Quigley. Il prend la forme d'un rouleau en spirale divisé par des lignes, représentant une portée musicale. La spirale suggère la mélodie fluide d'une chanson, et est ponctuée d'images illustrant des épisodes de sa vie, dont Locke en uniforme de police, Blackpool Tower, Carnegie Hall, et les notes de musique des premières lignes de Hear My Song.
Une biographie du chanteur, intitulée Josef Locke : The People's Tenor, par Nuala McAllister Hart a été publiée en mars 2017, à l'occasion du centenaire de sa naissance. Le livre corrige de nombreux mythes que le charismatique Locke a fait circuler sur sa carrière.